# 圓袖鳳凰螺
圓袖鳳凰螺（学名：Strombus epidromis）为鳳凰螺科鳳凰螺屬下的一个种。